# Bordeaux
Bordeaux är en hamnstad i sydvästra Frankrike med 243 626 invånare (863 391 invånare inklusive kranskommuner enligt 2012 års folkräkning, vilket är det sjunde största storstadsområdet i Frankrike). Bordeaux är huvudstad i regionen Nouvelle-Aquitaine men också prefektur i departementet Gironde. Dess invånare kallas för ”Bordelais”.
Bordeauxvinerna har fått sitt namn från staden och har producerats här sedan 1700-talet. Staden anses som världens vinhuvudstad och är värd för Vinexpo, vinindustrins i särklass största evenemang. 
Med nästan 100 000 studenter är stadens universitet renommerat för dess forskning inom nya material och nanoteknologi. 
Delar av stadskärnan utsågs till världsarv av Unesco under namnet Port de la Lune år 2007.
Ingen annan stad i världen har fått en så stor del av stadskärnan förklarat som världsarv – 3 725 hektar med bara arkitektur, som anses vara "en enastående urban och arkitektonisk ensemble" från 1700-talet.

## Geografi
Bordeaux ligger nära den atlantiska kusten i sydvästra Frankrike och i den centrala delen av regionen Nouvelle-Aquitaine. Staden är byggd vid floden Garonne och är delad i två huvudområden: den högra banken i öst, och den vänstra banken i väst. Historiskt sett är den vänstra banken mer utvecklad. I Bordeaux är Garonne tillgänglig för oceangående fartyg.

## Demografi

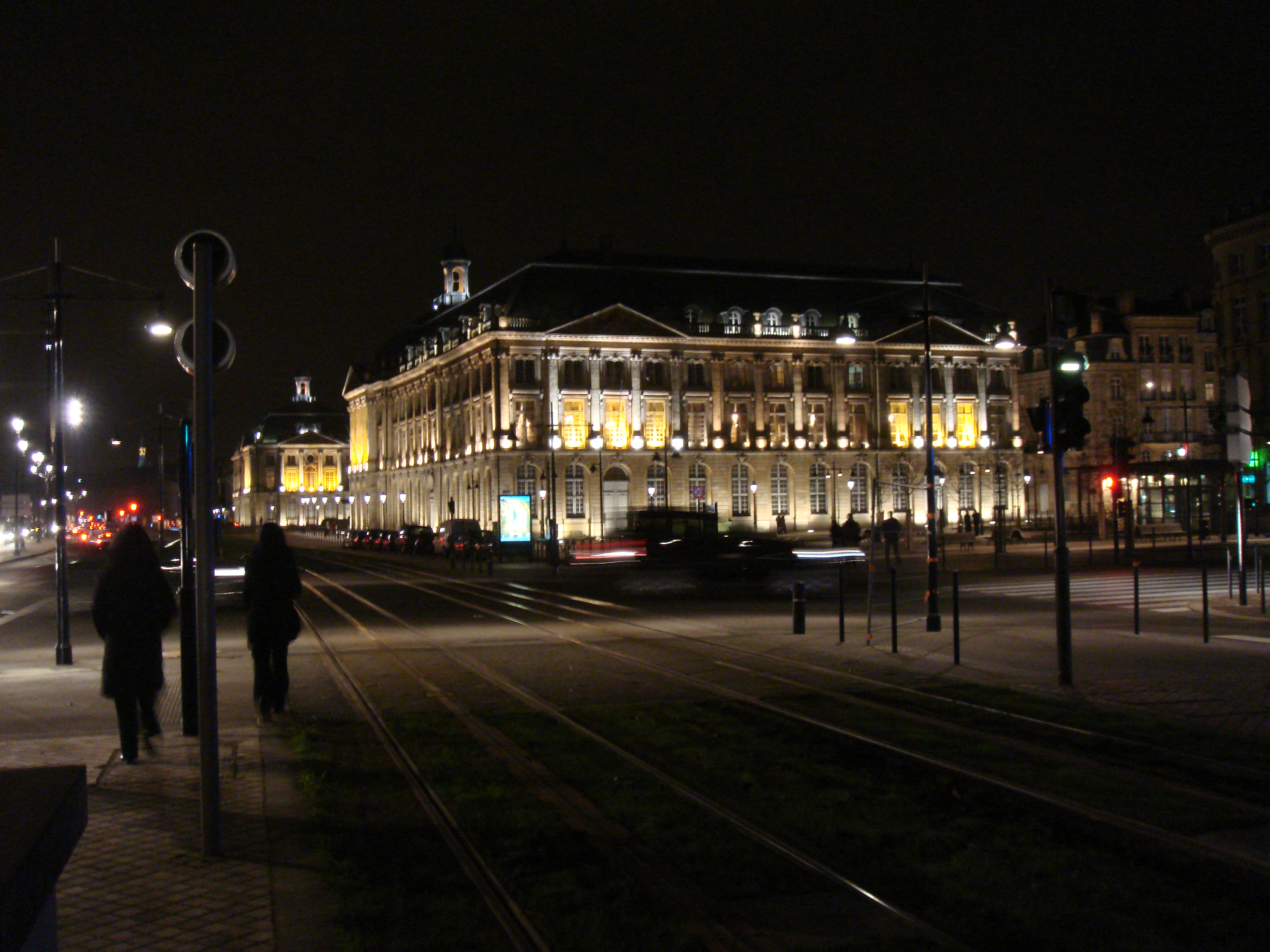
Bild från Bordeaux på natten

Vid folkräkningen 2022 fanns det 236 725 invånare i Bordeaux på en yta av 49,36 kvadratkilometer. Det år 1999 fanns 925 253 invånare i agglomerationen. Staden har en diversifierad andel människor. En stor del av populationen har franskt ursprung, men det är stora grupper av människor från Italien, Spanien, Portugal, Tyskland och Nordafrika. Metropolen har utvecklats snabbt de senaste decennierna och står inför en kraftig urban expansion.

## Historia

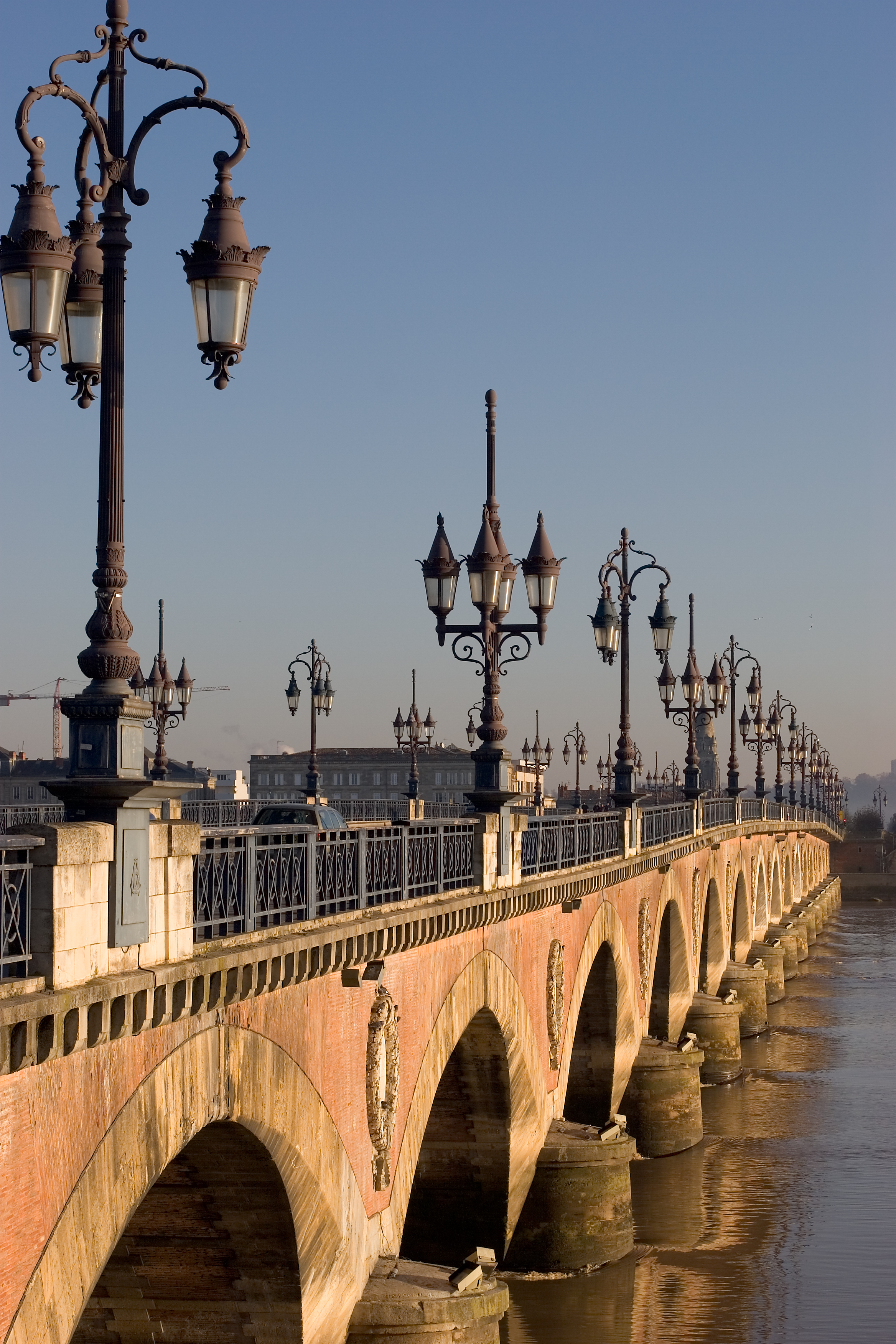
Bro över floden Garonne i Bordeaux

För mellan 30 000 och 90 000 år sedan beboddes det som nu är Bordeaux av ”Homo neanderthalensis”, vilkas kvarlevor har hittats i den berömda grottan känd som Pair-non-Pair nära Bourg sur Gironde, bara några kilometer norr om Bordeaux.
I historisk tid, omkring 300 f. Kr. fanns i området en bosättning av kelter, Bituriges Vivisci, som kallade staden Burdigala, förmodligen av Aquitainskt ursprung. Namnet Bourde är fortfarande namnet på en flod söder om staden. Staden föll under romerskt styre omkring 60 f. Kr., och hade sin kommersiella betydelse kopplad till tenn och bly mot Rom. Senare blev den huvudstad i det romerska Aquitaine, blomstrande i synnerhet under Severandynastin (200-talet). År 276 förstördes staden av vandalerna. Senare invasioner och förstörelser gjordes av vandaler år 409, Visigoter 414 och Franker år 498, vilket blev början till en mörk period i stadens historia.
Under sena 500-talet dök staden återigen upp i form av säte för en underbiskop i ett av frankernas kungariken. Staden föll i mörker när den kungliga makten i södra Gallien blev svagare under sena 600-talet. Staden plundrades av Abdul Rahman Al Ghafiqis trupper år 732, efter att han hade besegrat Odo av Aquitaine och innan han dödas under Slaget om Tours den 10 oktober.
Från 1100-talet till 1400-talet återvann Bordeaux sin betydelse som en del av det Engelska Kungariket, följt av äktenskapet mellan hertiginnan Eleanor av Aquitaine och den fransktalande greven Henri Platagenet. Platagenet var född i Le Mans och blev inom några månader efter bröllopet kung, som Henrik II av England. Staden blomstrade, mest tack vare vinhandeln, och katedralen St. André byggdes. Bordeaux var också 1362–1372 huvudstad i en självständig stat under Edvard, den svarte prinsen. Efter slaget vid Castillon 1453 kom staden tillbaka i fransk ägo.
Châteaux Trompette (Trumpetslottet) och “Fort du Hâ”, byggt av Karl VII, var symboler för den nya influensen, dessa minskade dock stadens rikedom eftersom de stoppade vinhandeln med England. År 1462 fick Bordeaux ett parlament, men staden återfick inte sin stora betydelse förrän under 1500-talet då den blev ett centrum för distribution av socker och slavar från Västindien tillsammans med det traditionella vinet.
Bordeaux hörde till Fronde, och blev i själva verket ordentligt inlemmat i Kungariket Frankrike först 1653 när Ludvig XIV gick in i staden.
1700-talet var guldåldern för Bordeaux. Många byggnader i stadens centrum (omkring 5 000) inklusive de vid stranden, är från denna period. Victor Hugo ansåg staden så vacker att han en gång sade: ”Ta Versailles och lägg till Antwerpen, så har ni Bordeaux”.
Den franska regeringen flyttade till staden under fransk-tyska kriget 1870-1871, och i februari 1871 valdes Adolphe Thiers till republikens förste president här. Under Första världskriget 2 september - 6 december 1914 befann sig åter regeringen här liksom under andra världskriget i juni 1940 då Bordeaux efter bombangrepp 30 juni då 600.000 flyktingar befann sig i staden den förklarades för öppen stad.

## Ekonomi

### Vin
Bordeaux är centralort i vinregionen med samma namn. Allt sedan medeltiden har handel med regionens viner, som historiskt skeppades ut från hamnen i Bordeaux, varit en viktig näring i staden. Historiskt spelade Bordeaux även en roll för handeln med viner från områden länge in i landet, längs floderna Dordogne och Garonne. Alla regionens handelshus för viner - négocianter - och deras lager av viner finns i själva Bordeaux.

### Flygindustri
20 000 anställda arbetar för flygindustrin i Bordeaux. Staden har några av de största företagen inom området med bl.a. Dassault, Sogerma, SNECMA, Thales och SNPE.
Turism är en snabbt växande industri i Bordeaux. Staden och de vackra omgivningarna hoppas på att attrahera fler och fler besökare de kommande åren. Bordeaux lockar 3 miljoner besökare varje år.

### Hamn

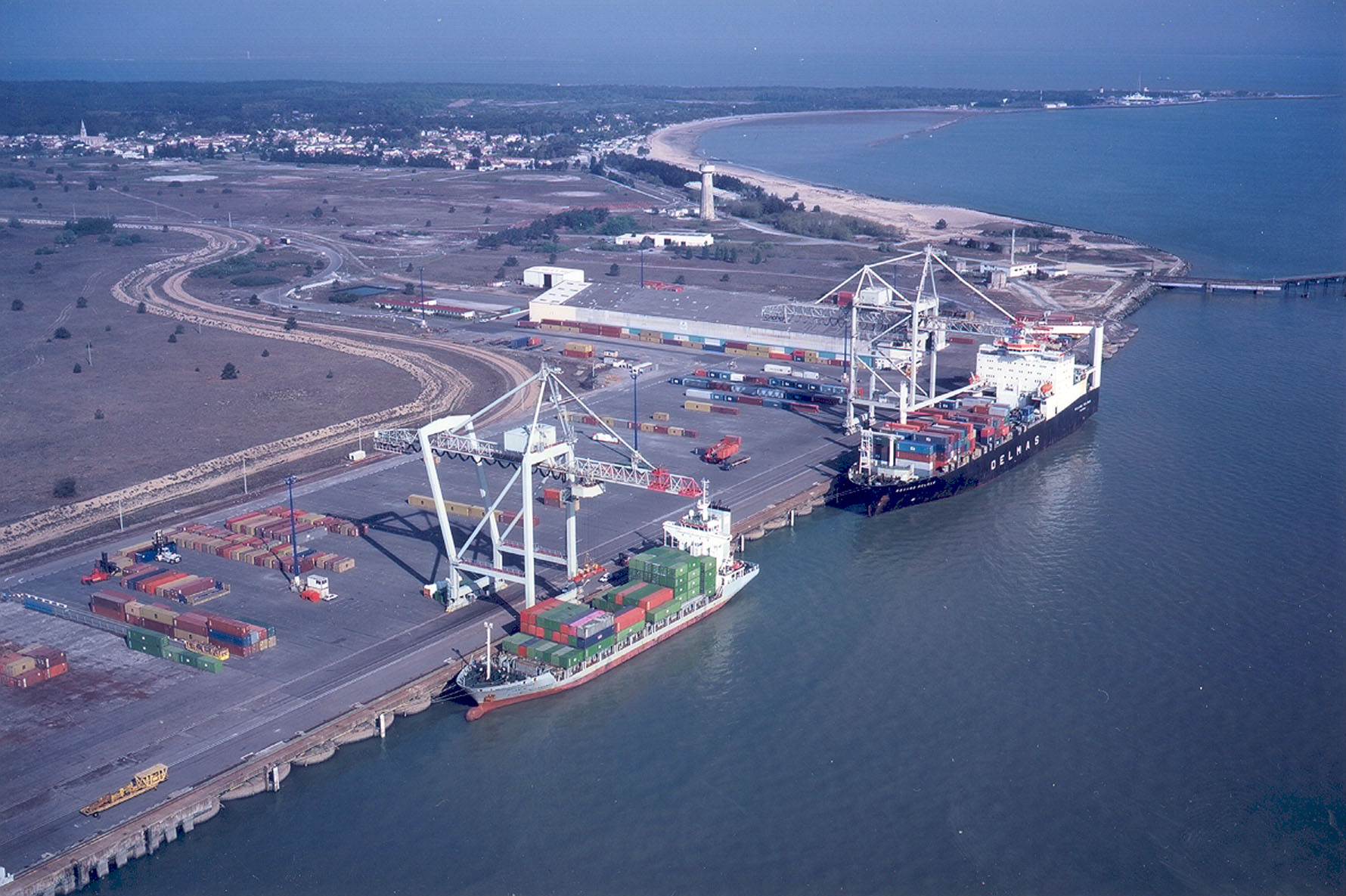
Hamnen i Bordeaux

Hamnen ligger vid Atlanten och vid viken Gironde. Nästan 9 miljoner ton gods ankommer och lämnar hamnen varje år.

### Lista över viktiga företag i Bordeaux
- Arena
- CDiscount
- Dassault
- EADS rymdtransport
- Ford Motor Company
- In-Fusio
- LECTRA
- LU
- Marie Brizard
- McKesson
- Oxbow
- Ricard
- Sanofi-Aventis
- SMURFIT
- SNECMA
- SNPE
- Solectron
- Thales Group
- William Pitters

## Utbildning

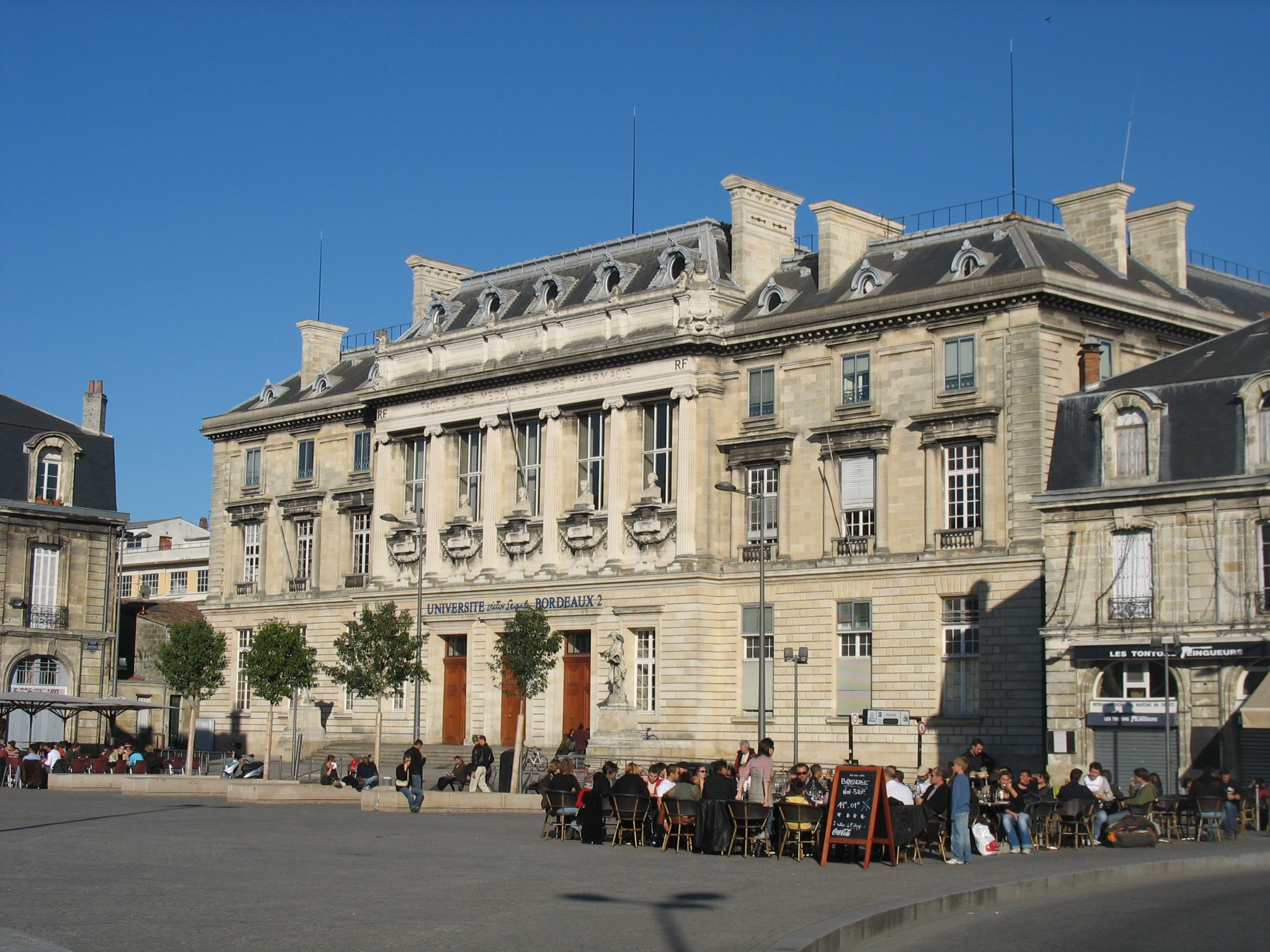
Bordeaux Universitet

### Universitet
Universitetet grundades av ärkebiskop Pey Berland och togs bort under franska revolutionen 1793 men återuppstod 1808 under Napoleon. 
Universitet består av fyra delar:
- Bordeaux Universitet 1 (fysik och teknik), 10 693 studenter 2002
- Bordeaux Universitet 2 Victor Segalen (medicin och livskunskap), 15 038 studenter 2002
- Bordeaux Universitet 3 Michel de Montaigne (frihetskonst, humaniora, språk), 14 785 studenter 2002
- Bordeaux Universitet 4 Montesquieu (juridik, ekonomi och management), 12 556 studenter 2002
- École nationale de la magistrature (domarutbildning i juridik)

### Grandes écoles
- E-Artsup
- École nationale supérieure d'électronique, informatique, télécommunications, mathématiques et mécanique de Bordeaux
- École pour l'informatique et les nouvelles technologies
- ESME Sudria

## Sevärdheter

### Byggnader
- Esplanade des Quinconces
- Place des Quinconces, ett av stadens största torg vid floden, vilket pryds av flera statyer och två höga kolonner.[3]
- Colonnes des Girondins
- Grand Théâtre, uppförd 1776-1780 av Victor Louis.[3]
- Allées de Tourny
- Cours de l'Intendance
- Place du Chapelet
- Pont de Pierre
- Katedralen Saint-André, byggd i gotik under 1200- och 1300-talet med rik skulptural dekor, särskilt i norra och södra portalerna.[3]
- Saint-Croix (heliga korsets kyrka), romansk kyrka uppförd under 1100- och 1200-talen.[3]
- Basilikan Saint-Michel, en sengotisk kyrka med ett fristående 109 meter högt klocktorn.[3]
- Palais Rohan
- Palais Gallien
- Porte Cailhau
- La Grosse Cloche
- Eglise Saint-Eloi
- Place de la Bourse (1730-1775)
- Place du Parlement
- Place Saint-Pierre
- Rue Sainte-Catherine

### Museer
- Musée des Beaux Arts
- Musée d'Aquitaine
- Musée des Arts Décoratifs
- Musée D'Histoire Naturelle
- CAPC
- Musée National des Douanes
- Vinorama
- Musée Goupil
- Casa de Goya
- Cap Sciences
- Centre Jean Moulin

## Kultur
Bordeaux erbjuder ett stort antal biografer, teatrar och här finns Opéra National de Bordeaux. Varje år äger flera festivaler rum i staden.

### Media
- Sud Ouest  regional tidning
- TV7 är en lokal tv-kanal
- Wit FM, Sauvagine och Blackbox är lokala radiostationer

## Transport

### Flyg
Bordeaux har en internationell flygplats, Aéroport de Bordeaux Mérignac, 8 km från centrum.

### Spårväg, buss och båt
Bordeaux har ett viktigt transportsystem kallat TBC som består av:
- 3 spårvagnslinjer (A, B och C)
- 76 busslinjer
- 12 nattbussar (linjerna S1 - S12)
- En trådbusslinje
- En färja över floden Garonne

## Befolkningsutveckling
Antalet invånare i kommunen Bordeaux
Referens:INSEE